# Новогрудське князівство
Новогрудське князівство — одне з удільних князівств Чорної Русі. Столиця — Новогрудок, один із центрів Понеманні. Утворилося десь до 1220-х років. Деякий час було об'єктом боротьби між Литвою та Королівством Русі. У XIII-XIV ст. тут правили Романовичі та Гедиміновичі. Наприкінці того ж століття припинило своє існування.

## Історія
Початок утворення достеменно невідомий. Новогородок був частиною удільного Турівського, а пізніше Володимирського князівства. Увійшов до складу удільного Городенського князівства близько 1141 року. Першим Новогрудським князем був один із синів Городенського князя Всеволодка (Борис або Гліб). При них була побудована Борисо-Глібська церква.
Як окремий уділ виникло приблизно в 1220-х роках, виокремившись з Городенського князівства. У 1237 році згадується князь Ізасляв Новогрудський, якого вважають нащадком Всеволодка Городенського. В Іпатіївському літописі під 1237 (1236) роком сказано, що король Русі Данило Романович «приводить... Міндовга та Ізяслава Новогородського» князю Конраду Мазовецькому. На підставі цього запису вважається, що Ізяслав, який перебував у союзі чи васалі з Данилом Романовичем, брав участь у боротьбі з Мозавецьким князем разом із Міндовгом. Після монгольської навали було практично зруйновано, тому легко захоплено литовськими князями. 
У 1254 році за угодою між Войшелком і королем Данилом Романовичем, Новогрудське князівство передано князю Роману Даниловичу. У 1268 році під час війни Королівства Руі та Литовського князівства, було захоплено останнім до 1280 року. Деякий час ним володів князь Скирмунт. З цього часу до 1340-х років історія князівства невідома. Напевне воно передавалося як уділ молодшим синам або іншим представникам панівної династії Литовського князівства. Є гіпотеза, що належало князям Гольшанським.
Приблизно у 1330-х або 1340-х роках Новогрудське князівство передано Коріяту Гедиміновичу, який володів ним до 1360 року. Новогрудським князем був також його син Федір Коріятович. Після цього було передано Кейстуту Ґедиміновичу. У 1362 році розділено між Войдатом і Товтивілом-Конрадом Кейстутовичами. Після смерті князя Юрія Войдатовича у 1390-х роках Новогрудське князівство скасовано, а його землі приєднано до Великого князівства Литовського і Руського, де призначались намісники Великого князя. Інший син Войдата — Іван — став засновником Крошенського князівства.